# Oblate della Mater Orphanorum
Le Oblate della Mater Orphanorum sono un istituto religioso femminile di diritto pontificio: le suore di questa congregazione pospongono al loro nome la sigla O.M.O.

## Storia
La congregazione delle suore oblate della Mater Orphanorum venne istituita l'8 settembre 1945 dal sacerdote somasco Giovanni Antonio Rocco presso il borgo di Castelletto, frazione del comune di Cuggiono, nel milanese. In breve tempo la società crebbe e si concretizzò nella realizzazione di un vero e proprio villaggio della carità per accogliere e aiutare ragazze povere o orfane di guerra. Nel 1954 venne posata la prima pietra del Santuario della Vergine degli orfani presso la città di Legnano (MI) dove si spostò la sede della congregazione e l'abitazione di padre Rocco.
La pia unione fu canonicamente eretta in società di vita comune dal cardinale Giovanni Colombo, arcivescovo di Milano, il 18 aprile 1967.
L'11 febbraio 1985, venne riconosciuta come congregazione religiosa di diritto pontificio.

## Attività e diffusione
Le religiose si dedicano principalmente alla cura degli orfani e della gioventù abbandonata, ma anche ad altre opere sociali di carità; la spiritualità è quella di san Girolamo Emiliani, patrono universale degli orfani. Le oblate non indossano un abito religioso: come segni di consacrazione, portano un anello e una croce in argento sul petto.
Oltre che in Italia, le suore sono presenti in Camerun, in Angola, in Colombia, In Guatemala e in El Salvador; la sede generalizia è a Milano.
Alla fine del 2011 la congregazione contava 117 religiose in 20 case.